# Reading Football Club
El Reading Football Club es un equipo de fútbol de Inglaterra, de la ciudad de Reading. Fue fundado el 25 de diciembre de 1871 y Desde 2023 juega en la English Football League One, tercera categoría del fútbol inglés
El Reading Football Club fue creado en 1871, en 1990 fue adquirido por John Madejski. A partir de ese momento el equipo comienza a ganar fuerza. En 1998 el club se traslada a su nuevo estadio de 24 200 personas, el Madejski Stadium, bautizado con ese nombre por el propietario del club.[cita requerida]
En la temporada 1997-98 de la Football League Division One, ahora Football League Championship, el equipo desciende a la Football League Division Two.
En la temporada 2001-02 se logra el retorno a la Football League Division One después de quedar en segundo lugar con 84 puntos, a 6 puntos del campeón Brighton & Hove Albion.
En la temporada 2005-06 de la Championship, de la mano de Steve Coppell como entrenador se asciende a la Premier League por primera vez en su historia después de obtener el título con la cifra récord de 106 puntos con 31 victorias, 13 empates y tan solo 2 derrotas con 99 goles a favor y 32 en contra. Los goleadores de la liga fueron Kevin Doyle y Dave Kitson con 18 goles cada uno.[cita requerida]
Ya en la temporada 2006-07 jugó por primera vez en su historia en la Premier League, donde fue la revelación de la temporada quedando en un 8° puesto con 55 puntos, sorprendiendo a muchos, clasificándose a la Copa Intertoto de la UEFA. Sin embargo, la siguiente temporada fue mala. Tras una seguidilla de malos resultados en las últimas 10 fechas, pese a vapulear 4 a 0 como visitante al descendido Derby County, el Reading perdió la categoría por diferencia de gol con el Fulham FC, equipo que hizo una milagrosa remontada.[cita requerida]
De nuevo en Championship, el club termina en un 4° lugar metiéndose en puestos de plays-offs para conseguir un ascenso a la Premier League. Su rival sería el Burnley FC. En la ida pierde como visitante 1 a 0 mientras en la vuelta como local pierde 2 a 0 dejando pasar la oportunidad de conseguir el retorno a la máxima categoría. Finalmente al término de esa temporada se cierra un ciclo, el entrenador héroe del ascenso Steve Coppell decide dar un paso al costado, Kevin Doyle ficha por el Wolverhampton Wanderers quien consiguió el ascenso o Stephen Hunt que se fue a jugar al Hull City también de la Premier League.[cita requerida]
La temporada 2009-10 fue discreta, al principio se empezó buscando el ascenso, sin embargo el club atravesó una mala racha y en mitad de temporada quedó en puestos de descenso. Finalmente se hizo un final muy bueno quedando en un 9° lugar con 63 puntos a 7 del último en clasificar a los plays-offs para el ascenso a la Premier League. El mejor partido de la temporada fue en el replay de la FA Cup eliminando al Liverpool FC en Anfield con un resultado de 2 a 1. Finalmente cae en 6° ronda después de perder en casa con el Aston Villa 4 a 2.
En la FA Cup llegó nuevamente hasta 6° ronda perdiendo el partido 1 a 0 con el Manchester City, quien sería el campeón, mientras que en la liga se terminó en un 5° puesto, por lo que tuvo que jugar el repechaje, en 1° ronda le tocó jugar contra el Cardiff City, en la ida como local empataron a 0, mientras que en Cardiff el Reading goleó 3 a 0, finalmente en la final caería 4 a 2 contra el Swansea City en el estadio de Wembley.[cita requerida]
La temporada 2011-12 fue espectacular. Tras derrotar como local al Nottingham Forest finalmente se consigue el ansiado retorno a la Premier League después de 4 años de ausencia. en la ante última fecha se consagra campeón de la Championship después de empatar a 2 en casa con el Crystal Palace. La temporada la terminaron como campeones con 89 puntos.
La temporada 2012-13 fue discreta, perdiendo la categoría (19°), mientras que en la FA Cup, perdió en octavos 2-1 ante el Manchester United y en la Copa de la liga Inglesa perdió en octavos de final de local 7-5 ante el Arsenal, cerrando así la temporada 2012-13.
Hasta la fecha lleva ganados cinco títulos en el sistema del fútbol inglés, contando uno de segunda división, tres de tercera división y uno de cuarta división.[cita requerida]
Desde la temporada 2023-24 jugará en la English Football League One, tercera categoría del fútbol de Inglaterra.

## Historia

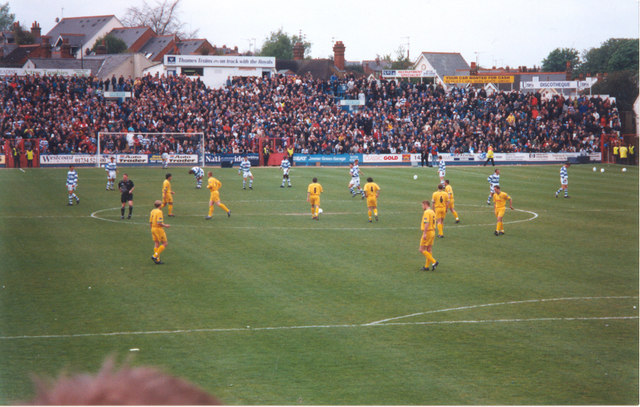
El último partido siempre competitivo jugado en Elm Park entre Reading y Norwich City Football Club, en mayo de 1998.

Reading se formó el 25 de diciembre de 1871, después de una reunión pública en el Bridge Street Rooms organizada por el futuro secretario del club Joseph Edward Sydenham.

## Uniforme
- Uniforme titular: Camiseta blanca con franjas horizontales azules, pantalón azul y medias azules.
- Uniforme alternativo: Camiseta negra, pantalón negro y medias negras.

### Evolución del uniforme

#### Local
| 2008-2009 | 2009-2010 | 2010-2011 | 2011-2012 | 2012-2013 | 2013-2014 | 2014-2015 |  |
| 2016-2017 | 2017-2018 | 2018-2019 | 2019-2020 | 2020-2021 | 2021-22   | 2022-23   |  |

#### Visita
| 2008-2009 | 2009-2010 | 2010-2011 | 2011-2012 | 2012-2013 | 2013-2014 | 2014-2015 |
| 2016-2017 | 2017-2018 | 2018-2019 | 2019-2020 | 2020-2021 | 2021-2022 | 2022-2023 |

#### Tercero
| 2022-2023 |

### Proveedor De Indumentarias
| Periodo   | Marca       | Patrocinador                             |
| --------- | ----------- | ---------------------------------------- |
| 1976–77   | Umbro       | —                                        |
| 1977–81   | Bukta       | —                                        |
| 1981–82   | —           | —                                        |
| 1982–83   | —           | Reading Chronicle                        |
| 1983–84   | Umbro       | Radio 210                                |
| 1984–89   | Patrick     | Courage                                  |
| 1989–90   | Matchwinner | Courage                                  |
| 1990–92   | Matchwinner | HAT Painting                             |
| 1992–93   | Brooks      | Auto Trader                              |
| 1993–96   | Pelada      | Auto Trader                              |
| 1996–99   | Mizuno      | Auto Trader                              |
| 1999–2001 | Mizuno      | Westcoast                                |
| 2001–04   | Kit@        | Westcoast                                |
| 2004–05   | Puma        | Westcoast                                |
| 2005–08   | Puma        | Kyocera                                  |
| 2008–15   | Puma        | Waitrose                                 |
| 2015–16   | Puma        | Carabao Daeng (home) Thai Airways (away) |
| 2016–19   | Puma        | Carabao Daeng                            |
| 2019–21   | Macron      | Casumo                                   |
| 2021–22   | Macron      |                                          |

## Mascota

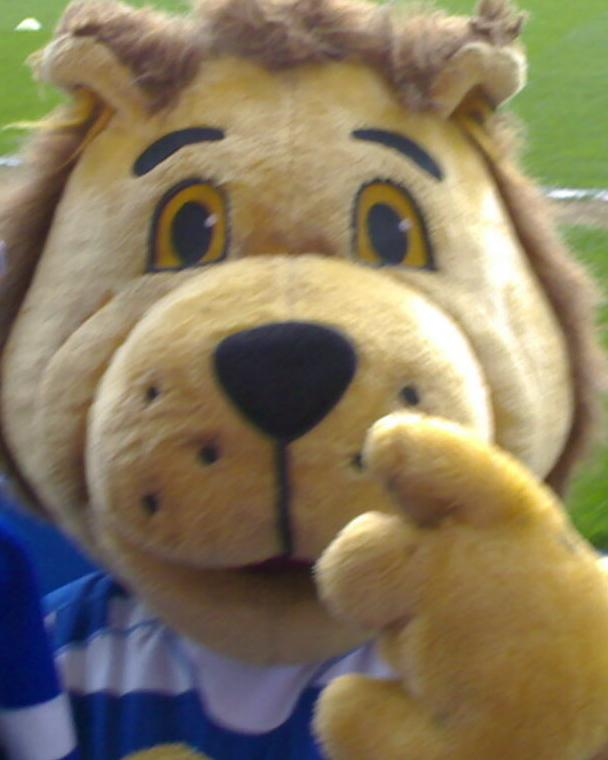
Kingsley, mascota del club.

La mascota del club, "Kingsley", es un león antropomórfico vistiendo la camiseta del club.

## Palmarés

### Torneos nacionales
Liga:
- Championship y/o Antecesores (2): 2005-06, 2011-12

- League One y/o Antecesores (3): 1925-26, 1985-86, 1993-94

- League Two y/o Antecesores: 1978-79.

Copa:
- Full Members' Cup: 1987–88
- London War Cup: 1941
- Third Division South Cup: 1938

### Torneos internacionales
- Ninguno hasta la fecha